# Scheibe SF 24
Der Scheibe SF 24 Motorspatz, anfangs als „Motorspatz I“ bezeichnet, ist ein einsitziger, von der Firma Scheibe-Flugzeugbau GmbH in Gemischtbauweise hergestellter Motorsegler.

## Geschichte
Der Motorspatz war ein wesentlicher Entwicklungsschritt hin zum erfolgreichen SF 25. Der Erstflug erfolgte im August 1957, die Serienfertigung lief bis 1965. In dieser Zeit wurden 46 Exemplare gefertigt. Heute sind in Deutschland nur noch zwei Exemplare dieses Motorseglers zugelassen.
Ein SF 24 war der erste Motorsegler, der in der neuen Kategorie mit "D-K..." zugelassen wurde. Da er vorher bereits eine Zulassung als Motorflugzeug mit dem Kennzeichen "D-EHUK" hatte, begann das Motorseglerzeitalter also nicht wie zu erwarten mit der "D-KAAA" sondern mit "D-KHUK". Aufgrund der mangelnden Standfestigkeit des Motors wurde das Kennzeichen von seinen Piloten humorvoll als "keucht, hustet und kotzt" übersetzt.

## Konstruktion
Der Motorsegler ist eigenstartfähig und entspricht in der Konstruktion weitgehend dem Scheibe L-Spatz. Bei den konstruktiven Änderungen handelt es sich um eine geringfügige Verkleinerung der Spannweite, der Zurückverlegung des Pilotensitzes zur Lastigkeitsänderung, des Umbaus der Rumpfspitze zur Aufnahme des Triebwerks und dem Einbau eines halbversenkten Zentralrades. Der Prototyp besaß noch ein 18 PS Zink-Brändl ZB 300 Triebwerk, das in der Serienfertigung durch den stärkeren Hirth F 10, einen Vierzylinder-Zweitaktmotor, ersetzt wurde.
Der Motorspatz ist ein freitragender Schulterdecker mit einem in Holzbauweise ausgeführten zweiteiligen, einholmigen Flügel, der ein 14 % dickes Mü-Profil besitzt. Der Rumpf ist als geschweißtes Stahlrohrgerüst ausgeführt, das mit Holzformleisten belegt und mit Stoff bespannt ist. Das freitragende Normalleitwerk ist ebenfalls in Holzbauweise ausgeführt, wobei die Flossen sperrholzbeplankt und die Ruder stoffbespannt sind. Das Zentralrad ist nicht einziehbar.

## Technische Daten
| Kenngröße            | Daten                           |
| -------------------- | ------------------------------- |
| Spannweite           | 14,06 m                         |
| Flügelfläche         | 11,8 m²                         |
| Streckung            | 16,75                           |
| Flächenbelastung     | max. 29,2 kg/m²                 |
| Länge                | 6,25 m                          |
| Leermasse            | 220 kg                          |
| max. Startmasse      | 345 kg                          |
| Geringstes Sinken    | 0,8 m/s bei 70 km/h             |
| Gleitzahl            | 20 bei 73 km/h                  |
| max. Steigrate       | ca. 2,0 m/s                     |
| Reisegeschwindigkeit | 85 km/h                         |
| Triebwerke           | 1 × Hirth F 10 A; 20 kW / 27 PS |